# Филдс, Джастин
Джастин Скайлер Филдс (англ. Justin Skyler Fields; 5 марта 1999, Кеннесо, Джорджия) — профессиональный американский футболист, квотербек клуба НФЛ «Чикаго Беарс». На студенческом уровне играл за команды университетов Джорджии и штата Огайо. Финалист Трофея Хайсмана в сезоне 2019 года. Дважды признавался лучшим квотербеком конференции Big Ten. На драфте НФЛ 2021 года выбран в первом раунде под общим одиннадцатым номером.

## Биография
Джастин Филдс родился 5 марта 1999 года в Кеннесо в семье полицейского Айванта Филдса и его супруги Джины Тоби. Когда он был ребёнком, родители развелись. Его воспитывала вторая супруга отца, адвокат Джо Энн Филдс. Она родила двух младших сестёр Филдса, Джейден и Джессику.
Филдс окончил старшую школу имени Карла Харрисона в Кеннесо. В составе школьной футбольной команды, которую тренировал Мэтт Дикман, он два года был основным квотербеком. За это время он набрал 4187 ярдов пасом и 2096 ярдов на выносе, суммарно сделав 69 тачдаунов. В 2017 году Филдс был включён в состав сборной звёзд штата по версиям Atlanta Journal-Constitution и Associated Press, оба издания также признали его лучшим игроком года в нападении. По итогам 2018 года он получил титул «Мистер Футбол» в Джорджии, присуждаемый отделением «Тачдаун-клуба» в Атланте. Последний сезон Филдса в составе школьной команды стал частью документального сериала QB1: Beyond the Lights, снятого Питером Бергом для сервиса Netflix.
На момент окончания школы всеми ведущими скаутинговыми сервисами Филдс оценивался на максимальные пять звёзд. Среди всех игроков, поступающих в колледжи в 2018 году, он занимал второе место. Также его характеризовали как лучшего молодого квотербека двойной угрозы. Первоначально Филдс объявил о поступлении в университет штата Пенсильвания, но затем изменил решение в пользу университета Джорджии.

### Любительская карьера
В своём дебютном сезоне в NCAA Филдс принял участие в двенадцати из четырнадцати матчей команды. Пасом он суммарно набрал 328 ярдов с четырьмя тачдаунами, выносом — 266 ярдов с четырьмя тачдаунами. Самую результативную игру он провёл 19 ноября 2018 года против «Массачусетса». После окончания сезона по итогам опроса тренеров Филдс был включён в символическую сборную новичков конференции SEC.
В январе 2019 года он объявил о своём переходе в университет штата Огайо. Одной из причин решения называлось то, что Филдс не сумел выиграть борьбу за место в стартовом составе у Джейка Фромма. В новой команде он занял позицию основного квотербека. В сезоне 2019 года Филдс сыграл в четырнадцати матчах и вместе с командой стал победителем турнира конференции Big Ten. В финальном матче он набрал пасом 299 ярдов с тремя тачдаунами и был признан самым ценным его игроком. Суммарно за сезон он набрал 3273 ярда с лучшим в NCAA соотношением тачдаунов и перехватов 41 к 3. Также Филдс стал третьим за пятьдесят лет квотербеком команды, выигравшим первые тринадцать игр в стартовом составе. По итогам года он вошёл в число финалистов трофея Хайсмана и награды Дэйви О’Брайена, и был признан лучшим квотербеком конференции.
Перед началом сезона 2020 года Филдс был выбран одним из капитанов команды. В сокращённом из-за пандемии COVID-19 турнире он сыграл в восьми матчах, набрав 2100 ярдов с 22 тачдаунами при 6 перехватах. Второй год подряд его признали лучшим квотербеком конференции, газета Chicago Tribune присудило ему награду «Серебряный мяч» лучшему игроку Big Ten. Карьеру в команде Филдс завершил с рейтингом эффективности 179,14, ставшим рекордным для университета.

#### Статистика выступлений в чемпионате NCAA
| Сезон | Команда            | Игры | Пас | Пас | Пас  | Пас  | Пас | Пас | Пас | Пас   | Вынос | Вынос | Вынос | Вынос |
| Сезон | Команда            | Игры | Cmp | Att | Pct  | Yds  | Y/A | TD  | Int | Rtg   | Att   | Yds   | Avg   | TD    |
| ----- | ------------------ | ---- | --- | --- | ---- | ---- | --- | --- | --- | ----- | ----- | ----- | ----- | ----- |
| 2018  | Джорджия Буллдогз  | 12   | 27  | 39  | 69,2 | 328  | 8,4 | 4   | 0   | 173,7 | 42    | 266   | 6,3   | 4     |
| 2019  | Огайо Стейт Бакайс | 14   | 238 | 354 | 67,2 | 3273 | 9,2 | 41  | 3   | 181,4 | 137   | 484   | 3,5   | 10    |
| 2020  | Огайо Стейт Бакайс | 8    | 158 | 225 | 70,2 | 2100 | 9,3 | 22  | 6   | 175,6 | 81    | 383   | 4,7   | 5     |
| Всего | Всего              | 44   | 423 | 618 | 68,4 | 5701 | 9,2 | 67  | 9   | 178,8 | 260   | 1133  | 4,4   | 19    |

### Профессиональная карьера

#### Драфт
Перед драфтом НФЛ 2021 года аналитик издания Bleacher Report Нейт Тайс характеризовал Филдса как игрока, способного претендовать на выбор под общим первым номером. Он отмечал хорошую точность и силу броска на различные дистанции, неплохое чтение игры, способность действовать в любой, ориентированной на квотербека, концепции выносной игры. Оценивая Филдса как третьего среди выходящих на драфт игроков, ему прогнозировали выбор в первой пятёрке. Схожим образом его оценивало издание Pro Football Focus, отмечавшее, что точность броска, физические и лидерские качества игрока перевешивают некоторые проблемы с временем, затрачиваемым на принятие решений.
В последние недели перед драфтом позиция Филдса в рейтингах начала ухудшаться, по прогнозам он уступал не только Тревору Лоуренсу, но и Маку Джонсу и Заку Уилсону. Аналитик Pro Football Network Тони Полин отмечал, что точность его передач резко снижается, когда он вынужден бросать не на основного для данного розыгрыша принимающего. Даг Фаррар из USA Today указывал, что в колледже нападение команды строилось с использованием схем с выбором вариантов, где квотербек держал у себя мяч дольше обычного. Работавший на канале ESPN бывший футболист Дэн Орловски, ссылаясь на источники в клубах НФЛ, говорил, что сомнения вызывает трудовая этика Филдса и его желание развиваться как футболисту. Высказывались мнения и о расовых предрассудках по отношению к чернокожим квотербекам. Попытки опровергнуть эти доводы предпринимали Куинси Эйвери, работавший с Филдсом во время его учёбы в школе, и Райан Дэй, тренер квотербеков университета штата Огайо.
На драфте Филдс был выбран «Чикаго Беарс» под общим одиннадцатым номером. Ради игрока клуб обменял четыре своих выбора в «Нью-Йорк Джайентс». В июне он подписал с «Чикаго» четырёхлетний контракт на 18,9 млн долларов, предусматривавший возможность продления на пятый сезон по инициативе клуба. Это соглашение стало крупнейшим для задрафтованных выпускников университета штата Огайо. Ожидалось, что первый сезон на профессиональном уровне Филдс начнёт в статусе дублёра Энди Далтона.

#### Чикаго Беарс
В межсезонье Филдс не получил возможности побороться за место стартового квотербека команды, но уже на третьей неделе регулярного чемпионата, после травмы Далтона, он вышел в основном составе. Всего же он сыграл в двенадцати матчах, четыре пропустив из-за травм, вызванных слабой игрой линейных нападения и большим количеством сэков. Основными его проблемами по ходу сезона стали передерживание мяча и проблемы с его сохранением. По количеству фамблов Филдс стал четвёртым худшим квотербеком лиги. Отмечалось и негативное влияние уволенного по ходу тренера Мэтта Нэги, тормозившего процесс развития игрока. Дебютный сезон квотербек завершил с 1870 пасовыми ярдами при семи тачдаунах и десяти перехватах.
Возглавивший команду в январе 2022 года, тренер Мэтт Иберфлус сделал ставку на Филдса, второй сезон в лиге проведшего эффективнее. В пятнадцати матчах он набрал пасом 2242 ярда с семнадцатью тачдаунами при одиннадцати перехватах, 1143 ярда с восемью тачдаунами было набрано на выносе. Всего 60 выносных ярдов не хватило ему для того, чтобы побить рекорд НФЛ для квотербеков, установленный Ламаром Джексоном. Большинство статистических показателей, характеризующих его пасовую игру, улучшилось. Исключениями стали доля брошенных Филдсом перехватов и доля получаемых сэков. Среди других сохранившихся проблем в игре квотербека были одна из худших в лиге точность передач и большое количество допускаемых фамблов. Комментируя итоги сезона, генеральный менеджер клуба Райан Поулз заявил, что видит его в роли игрока стартового состава в 2023 года и не планирует выбирать квотербека на ближайшем драфте.

#### Статистика выступлений в НФЛ

##### Регулярный чемпионат
| Сезон | Команда      | Игры | Пас | Пас | Пас  | Пас  | Пас | Пас | Пас | Пас  | Вынос | Вынос | Вынос | Вынос |
| Сезон | Команда      | Игры | Cmp | Att | Pct  | Yds  | Y/A | TD  | Int | Rtg  | Att   | Yds   | Avg   | TD    |
| ----- | ------------ | ---- | --- | --- | ---- | ---- | --- | --- | --- | ---- | ----- | ----- | ----- | ----- |
| 2021  | Чикаго Беарс | 12   | 159 | 270 | 58,9 | 1870 | 6,9 | 7   | 10  | 73,2 | 72    | 420   | 5,8   | 2     |
| 2022  | Чикаго Беарс | 15   | 192 | 318 | 60,4 | 2242 | 7,1 | 17  | 11  | 85,2 | 160   | 1143  | 7,1   | 8     |
| Всего | Всего        | 27   | 351 | 588 | 59,7 | 4112 | 7,0 | 24  | 21  | 79,7 | 232   | 1563  | 6,7   | 10    |